# Nagano Electric Railway
La Nagano Electric Railway Co.,Ltd. (長野電鉄株式会社, Nagano Dentetsu Kabushiki-gaisha), également appelée Nagaden (長電), est une compagnie de transport de passagers qui exploite une ligne de chemin de fer dans la préfecture de Nagano au Japon. La compagnie gère également un réseau de bus et fait partie du groupe Nagaden qui a des activités dans le tourisme, les assurances, l'immobilier et la publicité. Son siège social se trouve dans la ville de Nagano.

## Histoire
La compagnie a été fondée le 30 mai 1920.

## Ligne
La compagnie possède une ligne.
| Ligne        | Nom japonais | Terminus          | Longueur (km) | Gares |
| ------------ | ------------ | ----------------- | ------------- | ----- |
| Ligne Nagano | 長野線       | Nagano - Yudanaka | 33,2          | 24    |

## Matériel roulant

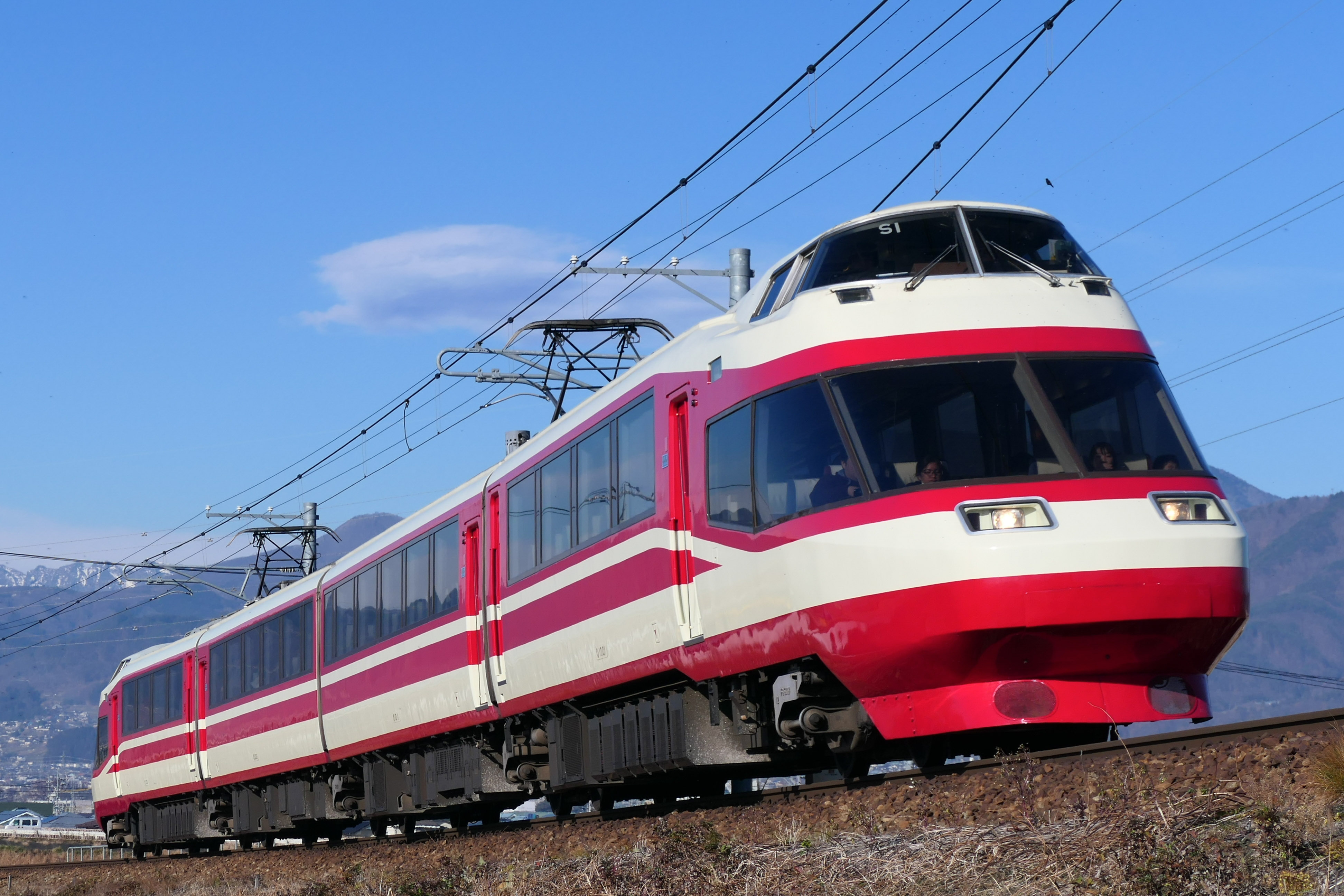
Série 1000 (ex-Odakyū série 10000)
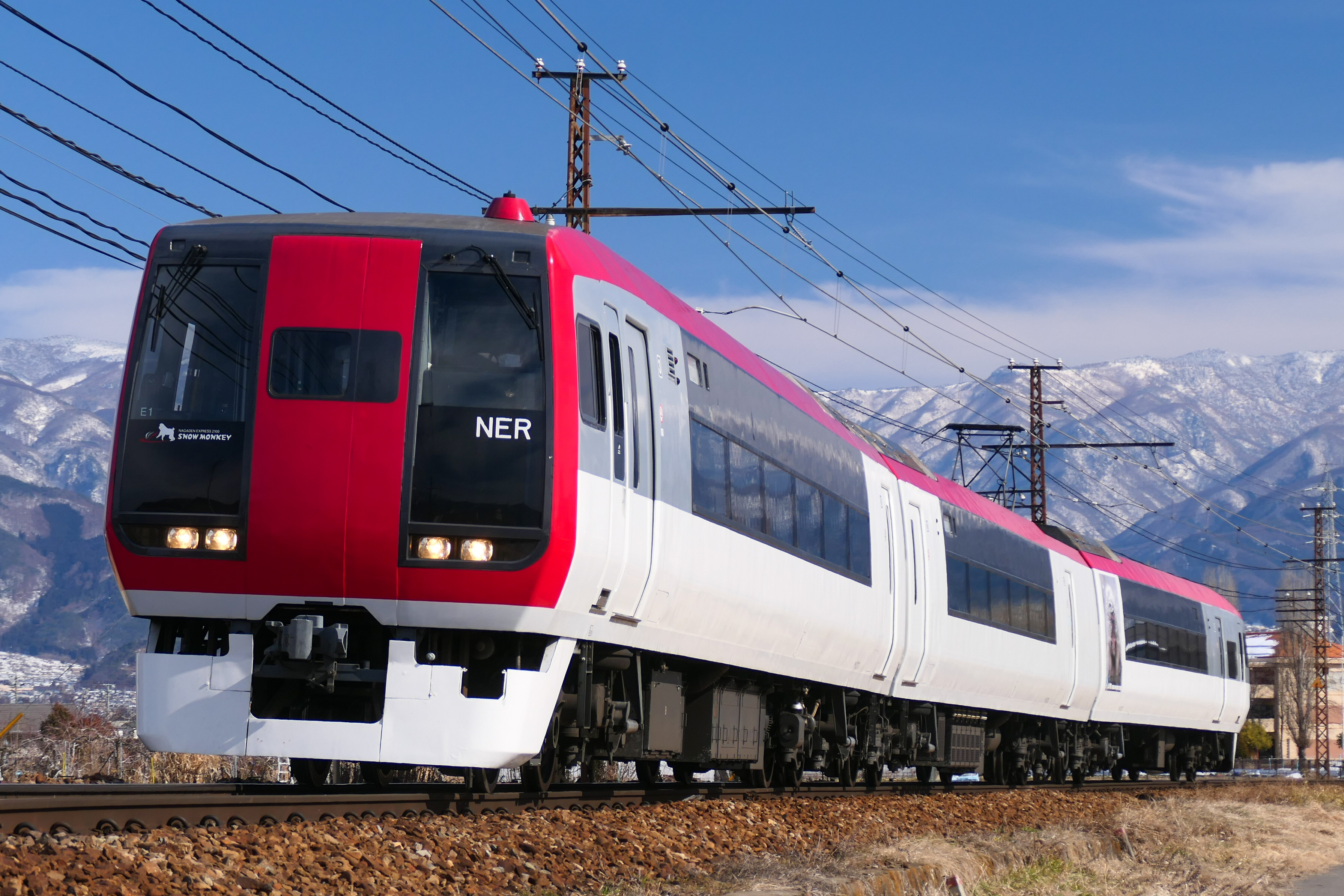
Série 2100 (ex-JR East série 253)
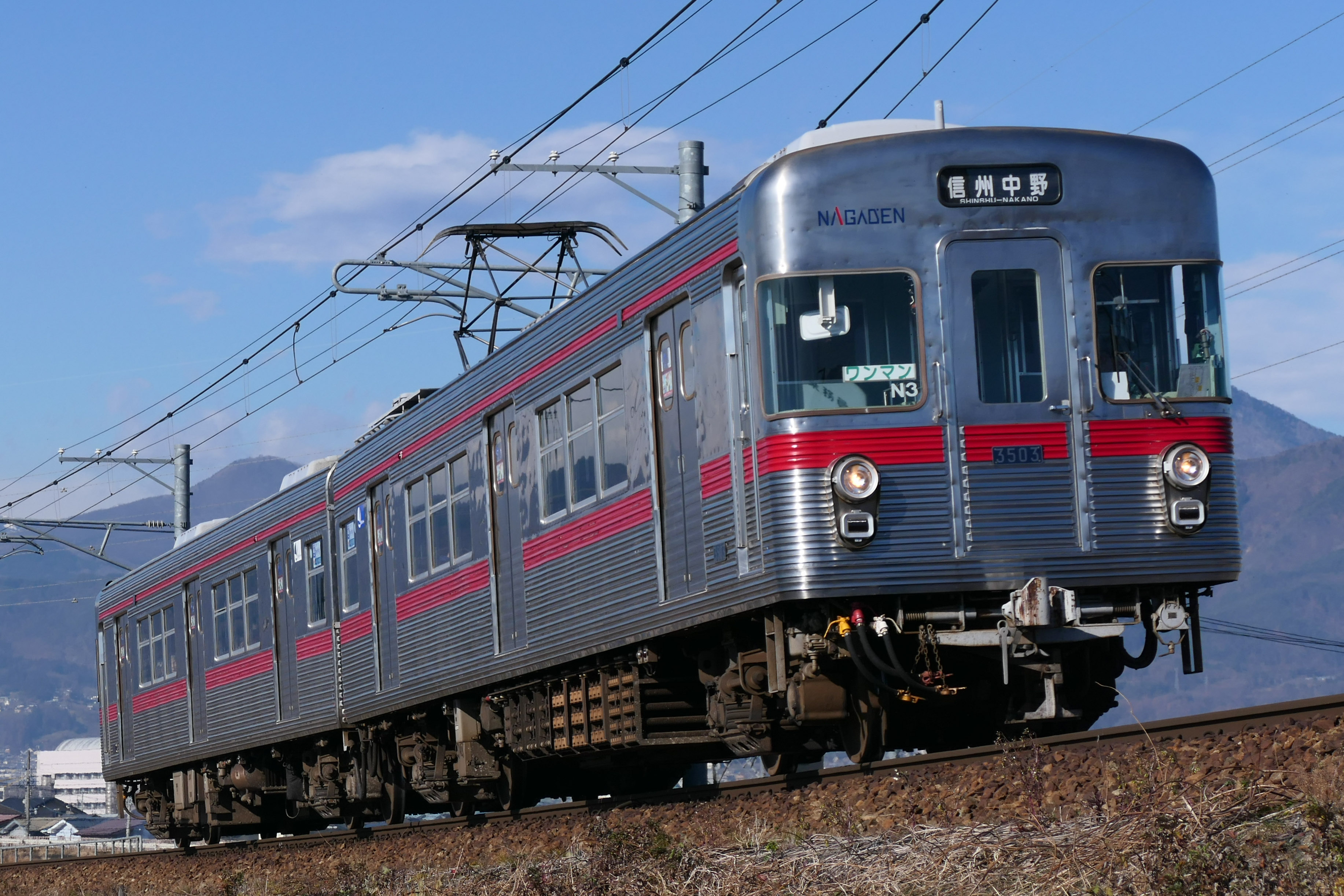
Série 3500 (ex-TRTA série 3000)
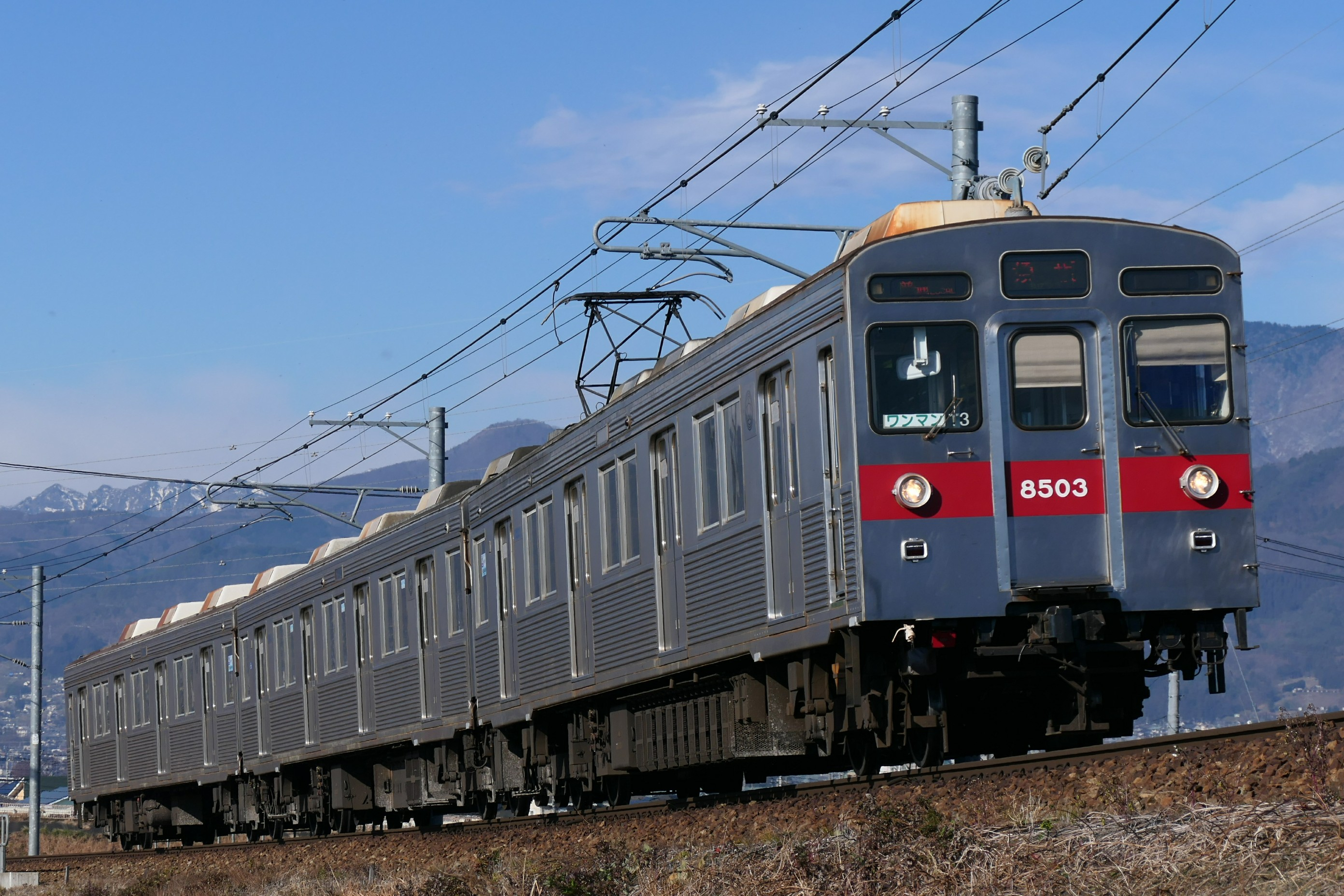
Série 8500 (ex-Tōkyū série 8500)
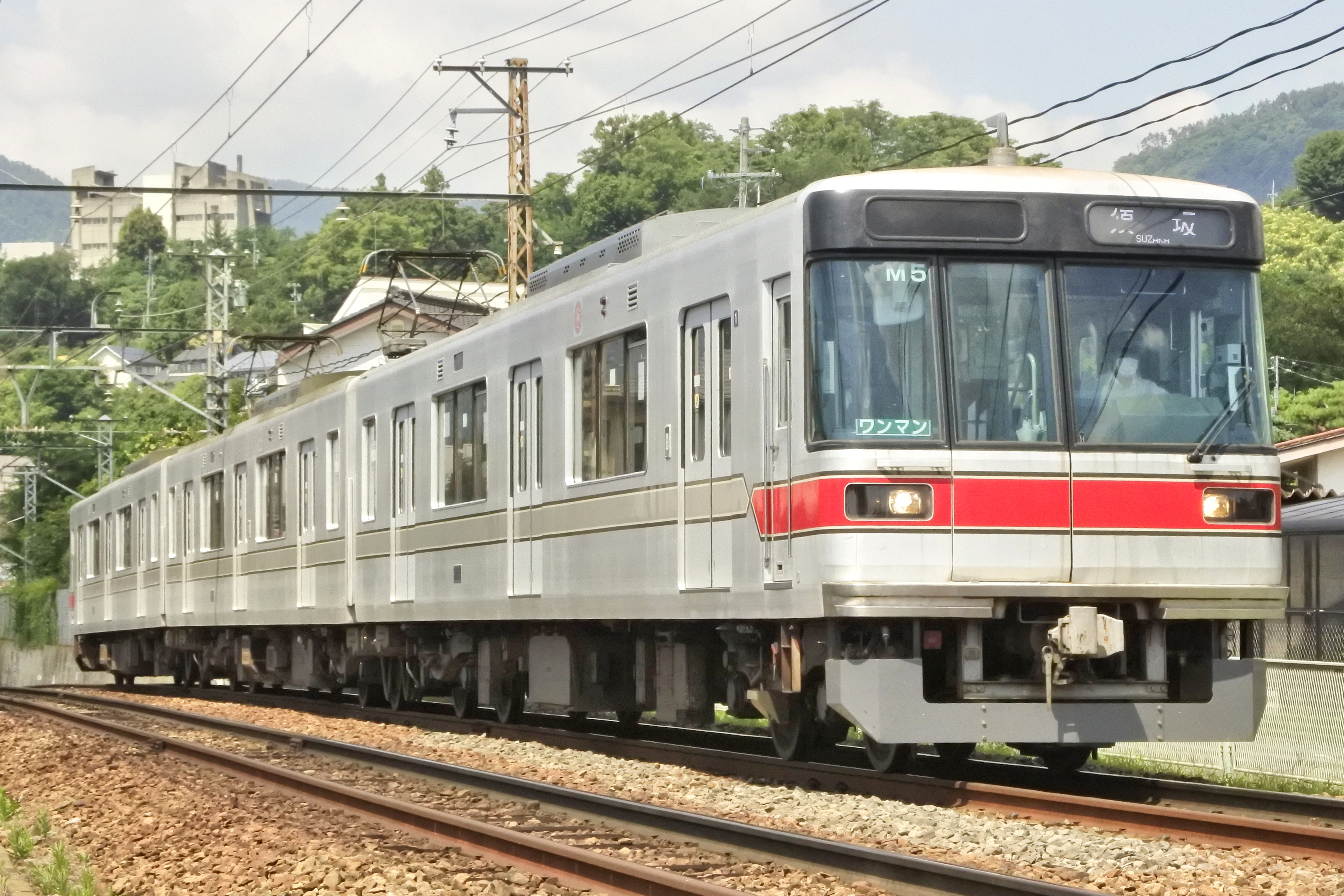
Série 3000 (ex-Tokyo Metro série 03)